# Синеушка
Синеушка (лат. Acanthornis magnus) — вид воробьинообразных птиц из семейства шипоклювковых (Acanthizidae). Единственный вид в роде синеушек (Acanthornis). Встречается на островах Тасмания и Кинг.

## Описание
Длина 11-12 см, масса около 10 г. Оперение коричневое с белыми горлом и грудкой, чёрными крыльями и серым цветом у клюва и глаз.